# Gottlieb Ernst Heinrich von Goszicki
Gottlieb Ernst Heinrich von Goszicki (auch: Goschitzki, * 9. Februar 1783 in Lagiewnick, Kreis Lublinitz; † 13. Juli 1868 in Klaptow, Kreis Fürstenthum) war ein preußischer Generalmajor.

## Leben

### Herkunft
Er war der Sohn des preußischen Rittmeisters a. D. Karl Rudolph von Goszicki († 1847) und dessen Ehefrau Martha, geborene Freiin von Chambres . Sein Vater gehörte dem Husarenregiment Nr. 3 an und war Mitglied des Tugendbunds; 1815 wurde Goszickis Vater Kommandeur im Hauptquartier des preußischen 1. Armee-Korps in Frankreich. 1817 wurde der Vater wegen eines Duells mit dem Obersten Ludwig Gustav von Thile und anderer Vergehen zu lebenslänglicher Festungshaft in Magdeburg verurteilt und scheiterte im August 1819 mit einem Fluchtversuch. 1827 wurde er durch einen Gnadenakt Friedrich Wilhelms III. rehabilitiert und pensioniert, seine Orden wurden zurückerstattet.

### Militärkarriere
Goszicki besuchte zunächst das Kadettenhaus in Berlin und trat am 5. April 1799 als Unteroffizier in das Infanterieregiment „von Ruits“ der Preußischen Armee ein. Bis Ende Dezember 1803 avancierte er zum Sekondeleutnant und nahm während des Vierten Koalitionskrieges an der Schlacht bei Preußisch Eylau teil.
Nach dem Frieden von Tilsit wurde er am 1. Januar 1808 in das neuformierte 1. Pommerische Infanterie-Regiment versetzt. Dort stieg Goszicki am 6. Oktober 1812 zum Premierleutnant auf, um am 1. Juni 1813 in das Ersatzbataillon abkommandiert zu werden. Am 23. November 1813 folgte seine Beförderung zum Stabskapitän. Während der Befreiungskriege kämpfte Goszicki im Gefecht bei Luckau sowie den Belagerungen von Stettin, Magdeburg, Maubeuge, Philippeville und Landkreis. Am 28. Mai 1814 stieg er zum Kapitän und Kompaniechef auf. 1815 wurde er in der Schlacht bei Ligny verwundet und erhielt für sein Verhalten in der Schlacht bei Belle Alliance das Eiserne Kreuz II. Klasse sowie den Orden des Heiligen Wladimir IV. Klasse.
Nach dem Krieg kam Goszicki am 15. September 1816 als Major mit Patent vom 17. September 1816 in das 30. Infanterie-Regiment. Dort wurde er am 23. November 1820 zum Kommandeur der 1. und 2. Schützenabteilung ernannt. Im Jahr 1825 wurde ihm das Dienstkreuz verliehen. Am 30. März 1832 wurde er zum Oberstleutnant befördert und am 1. Juni 1832 mit der Führung des 28. Infanterie-Regiments beauftragt. Am 23. Oktober 1833 folgte seine Ernennung zum Regimentskommandeur. Unter gleichzeitiger Beförderung zum Oberst wurde Goszicki am 30. März 1834 als Kommandeur in das 22. Infanterie-Regiment versetzt. Am 9. September 1835 erhielt er den Roten Adlerorden IV. Klasse sowie am 30. September 1835 den Orden der Heiligen Anna II. Klasse. Goszicki erkrankte schwer an einem Hüftleiden. Da Kuren nur einen kleinen Aufschub bewirken, erhielt er am 12. Juni 1838 seinen Abschied mit dem Charakter als Generalmajor und der gesetzlichen Pension. Er starb am 13. Juli 1868 auf dem Gut seines Schwagers Zimmermann in Klaptow im Kreis Fürstenthum.
In seiner Beurteilung aus dem Jahr 1815 schrieb der General von Pirch: „Verdient mit Recht unter die vorzüglichsten Offiziere gezählt zu werden, die mit mehrerem Verstand die größte Bescheidenheit verbinden. In der Schlacht von Belle Alliance führte er bei der den Sieg vollendenden Wegnehme von Plauchenoit die Tirailleurs des Füsilierbataillons mit ebensovieler Umsicht als Tapferkeit, und in der Nacht von 18 zum 19. Juni war er mit seinen Tirailleuren stets an der Spitze unserer den Feind verfolgenden Truppenabteilungen bei dem General der Infanterie Graf Gneisenau, daher ich ihn zur Beförderung alleruntertänigst eingebe. Er ist der 5. Kapitän im Regiment.“

### Familie
Goszicki heiratete am 5. Dezember 1816 in Kolberg Katharina Juliane Christine Zimmermann (* 1797; † 29. Mai 1845), die Pflegetochter des Kaufmanns und Ältesten des Seglerhauses Heinrich Gottlieb Zimmermann (* 1764) aus Kolberg. Sie wurde nach ihrem Tod am 1. Juni 1845 auf dem Garnisonsfriedhof beigesetzt. Das Paar hatte mehrere Kinder:
- Henriette Charlotte Juliane (* 25. Oktober 1817; † 1. Mai 1859)
- Johann Heinrich Wilhelm (* 15. August 1818)
- Franz Gottlieb Julius (* 12. Februar 1821; † 29. September 1822)
- Hans Heinrich Theodor Eduard (* 13. August 1823)
- Pauline Dorothea Julie (* 31. Dezember 1828)